# Fritz Keller
Pour les personnes ayant le même patronyme, voir Keller.
Frédéric « Fritz » Keller, né le 21 août 1913 à Strasbourg, ville où il est mort le 9 juin 1985, est un footballeur international français. Comptant huit sélections avec l'équipe de France, il fut notamment sélectionné pour disputer la Coupe du monde 1934 en Italie.

## Biographie

### RC Strasbourg et équipe de France (1933-1939)
Fils d'un père allemand et d'une mère alsacienne, lui et ses deux frères, Albert et Curt, eux aussi joueurs au Racing, arrivent au RC Strasbourg au début des années 1930. Fritz, qui évolue comme ailier ou avant-centre, est la première vedette du Racing lors des débuts professionnels du club.
Au cours d'une assemblée générale extraordinaire le 10 juin 1933 au Restaurant de la Bourse, le RC Strasbourg se prononce en faveur du passage au professionnalisme. Le Racing participe au premier championnat de Division 2 en 1933-1934 et accroche la quatrième place de la poule Nord, ce qui l'autorise à disputer les barrages de promotion. Après deux succès contre le FC Mulhouse (0-0 et 3-1) et contre l'AS Saint-Étienne (2-0 et 4-4), le RCS remporte les barrages et est promu en première division.
Fritz Keller est le premier joueur du RC Strasbourg appelé en équipe de France, le 10 mai 1934 face aux Pays-Bas (victoire 5-4). La France y gagne sa place pour la Coupe du monde 1934 disputée en Italie, au cours de laquelle Keller est titulaire lors du seul match français face à l'Autriche.

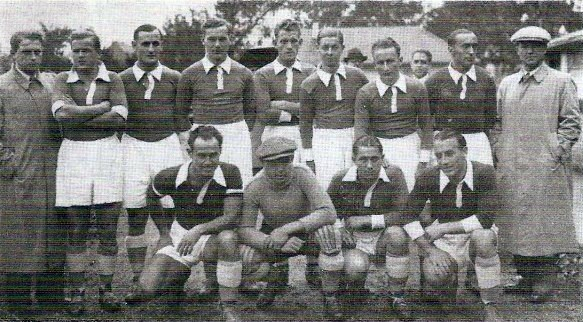
Keller (debout, troisième de la gauche) avec l'équipe de la saison 1936-1937.

Pour cette première saison au sein de l'élite en 1934-1935, le Racing fait mieux que résister. Champion d'automne, il perd sa chance de remporter le titre national lors de la réception de son concurrent direct, le FC Sochaux, lors de la 25e journée. Battu 1-0 au stade de la Meinau devant 25 000 spectateurs, il ne parvient pas à refaire son retard sur son concurrent et finit deuxième à seulement un point du titre. Keller marque 21 buts pour sa première saison en D1, cela restera son meilleur total.
Les saisons suivantes sont tout aussi honorables, le Racing finissant successivement 3e, 6e, 5e et 10e d'un championnat à seize clubs.
Le 21 mars 1937, Fritz Keller joue son dernier match avec l'équipe de France lors d'un déplacement chez l'équipe d'Allemagne (défaite 4-0). Il totalise huit sélections en bleu, toutes effectuées en match amical excepté la rencontre lors du Mondial 1934, et trois buts.

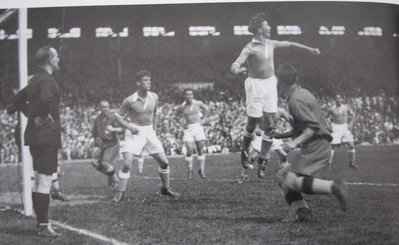
Le RC Strasbourg (short blanc) s'incline 2-1 en finale de la Coupe de France 1937 contre le FC Sochaux.

Le 9 mai 1937, la vingtième finale de Coupe de France offre au public de Colombes un derby de l'est entre le RC Strasbourg et le FC Sochaux. À la 31e minute, sur un corner tiré par Fritz Keller, Oskar Rohr ouvre la marque pour les Strasbourgeois. Sochaux égalise sept minutes plus tard et, avant la pause, Keller envoie une frappe puissante sur la barre transversale. Sochaux marque finalement à trois minutes du terme et remporte le trophée.

### Red Star pendant la Guerre (1939-1944)
À l'époque de la Gauliga Elsass entre 1940 et 1945, il existe une rivalité exacerbée entre le RC Strasbourg, renommé à cette époque "Rasensportclub Straßburg" et le « Sportgemeinschaft SS Straßburg », nouveau nom du Red Star Strasbourg. Le Red Star passe sous le contrôle de la force paramilitaire allemande de la Schutzstaffel (SS), qui veut à cette occasion montrer sa puissance dans cette Alsace nouvellement annexée. Le club de la SS essaie de débaucher les meilleurs joueurs du RCS en leur promettant une rémunération importante, puis en les menaçant d'emprisonnement ou d'enrôlement de force dans la Wehrmacht sur le front de l'Est,. Les quelques joueurs qui endossent alors le maillot SS sont haïs par la population. Parmi ceux-ci, Fritz Keller est sifflé pendant 90 minutes par le public strasbourgeois lors de son premier match pour son nouveau club contre le RCS.
Ces débauchages permettent au SG SS Straßburg de prendre le dessus sportivement sur le RCS puisqu'il remporte le championnat d'Alsace 1942 et arrive jusqu'en quart de finale du championnat d'Allemagne la même année.

### Retraite
Après la Seconde Guerre mondiale, son engagement forcé dans le club SS coûta alors très cher à Keller : en juillet 1945, la Ligue d'Alsace de football association reconstituée décida d'enquêter sur la collaboration des footballeurs français. Alors que la plupart des joueurs de haut niveau du Racing transférés en 1940 furent réhabilités, Fritz "Frédéric" Keller fut d'abord suspendu à vie. La suspension fut cependant levée dès l'année suivante. De 1946 à 1949, Keller termina sa carrière comme entraîneur-joueur au FC Saverne 1906.

## Statistiques
| Saison                | Club                  | Championnat           | Championnat | Championnat | Coupe(s) nationale(s) | Coupe(s) nationale(s) | France | France | Total | Total |
| Saison                | Club                  | Division              | M.          | B.          | M.                    | B.                    | M.     | B.     | M.    | B.    |
| 1933-1934             | RC Strasbourg         | D2                    | 27          | 24          | 2                     | 1                     | 2      | 1      | 31    | 26    |
| 1934-1935             | RC Strasbourg         | D1                    | 30          | 21          | 3                     | 3                     | 3      | 1      | 36    | 25    |
| 1935-1936             | RC Strasbourg         | D1                    | 17          | 5           | 2                     | 0                     | -      | -      | 19    | 5     |
| 1936-1937             | RC Strasbourg         | D1                    | 25          | 8           | 7                     | 2                     | 3      | 1      | 35    | 11    |
| 1937-1938             | RC Strasbourg         | D1                    | 29          | 11          | 2                     | 2                     | -      | -      | 31    | 13    |
| 1938-1939             | RC Strasbourg         | D1                    | 21          | 7           | -                     | -                     | -      | -      | 21    | 7     |
| Sous-total            | Sous-total            | Sous-total            | 149         | 76          | 16                    | 8                     | 8      | 3      | 173   | 87    |
| 1939-1940             | Red Star Strasbourg   | -                     | -           | -           | -                     | -                     | -      | -      | 0     | 0     |
| 1940-1941             | Red Star Strasbourg   | Gauliga Elsass        | -           | -           | -                     | -                     | -      | -      | 0     | 0     |
| 1941-1942             | Red Star Strasbourg   | Gauliga Elsass        | -           | -           | -                     | -                     | -      | -      | 0     | 0     |
| 1942-1943             | Red Star Strasbourg   | Gauliga Elsass        | -           | -           | -                     | -                     | -      | -      | 0     | 0     |
| 1943-1944             | Red Star Strasbourg   | Gauliga Elsass        | -           | -           | -                     | -                     | -      | -      | 0     | 0     |
| Total sur la carrière | Total sur la carrière | Total sur la carrière | 149         | 76          | 16                    | 8                     | 8      | 3      | 173   | 87    |

## Palmarès
Championnat de France
- Vice-champion en 1935

Coupe de France
- Finaliste en 1937

Gauliga Elsass (1)
- Champion en 1942

### Ouvrages de référence
- (de) Dirk Bitzer et Bernd Wilting, Stürmen für Deutschland : Die Geschichte des deutschen Fußballs von 1933 bis 1954, Campus Verlag GmbH, 2003 (ISBN 978-3-593-37191-7)
- Gilles Gauthey, Le football professionnel français, Paris, Gilles Gauthey, 1961
- News d'Ill, numéro 86, Centre universitaire d'enseignement du journalisme, Université Robert-Schuman, janvier 2006 (ISSN 0996-9624)